# Scottsville, Kentucky
Scottsville är en stad (city) och administrativ huvudort (county seat) i Allen County i delstaten Kentucky, USA. 2010 hade staden 4 226 invånare.

## Kända personer från Scottsville
- Asher G. Caruth, politiker